# Нічна ілюзія
«Нічна ілюзія» — радянський художній фільм 1985 року, знятий режисером Мариною Хонелідзе на кіностудії «Грузія-фільм».

## Сюжет
Після закінчення інституту Гурам вирішує повернутися до рідного села, де на нього чекають мати та кохана дівчина. Але тут герой не зміг здійснити свою мрію. Трагічна обставина, внаслідок якої він загинув, змушує його друзів, молодих архітекторів, приїхати до його села, щоб продовжити розпочату Гурамом справу.

## У ролях
- Вахтанг Панчулідзе — головна роль
- Леван Пілпані — головна роль
- Манана Кучухідзе — головна роль
- Лаша Жванія — головна роль
- Резо Чхіквішвілі — роль другого плану
- Георгій Піпінашвілі — роль другого плану
- Тамаз Ткешелашвілі — роль другого плану
- Георгій Чочуа — роль другого плану
- Ія Хобуа — роль другого плану
- В. Арабідзе — роль другого плану
- Зейнаб Боцвадзе — роль другого плану
- Юрій Васадзе — роль другого плану
- Натія Коркоташвілі — роль другого плану
- Гурам Пірцхалава — роль другого плану
- Берта Хапава — роль другого плану

## Знімальна група
- Режисер — Марина Хонелідзе
- Сценаристи — Марина Хонелідзе, Мераб Абашидзе
- Оператор — Георгій Герсамія
- Композитор — Олександр Цабадзе
- Художник — Василь Арабідзе